# Filipe Sousa
Filipe Martiniano Martins de Sousa (n. 16 de outubro de 1964) é um político português, que serviu entre 2015 e 2024 como presidente do partido Juntos pelo Povo. Nas eleições legislativas de 2025 foi eleito como o primeiro deputado do JPP, pelo círculo da Madeira.

## Biografia

### Nascimento, formação e serviço militar
Nasceu em 16 de Outubro de 1964, na localidade de Gaula. Frequentou o Liceu Jaime Moniz, no Funchal, e em 1980 entrou na Força Aérea Portuguesa, no curso de mecânico de material aéreo, embora não tenha seguido a carreira militar.

### Carreira
Em 1988, começou a trabalhar na Empresa de Electricidade da Madeira.
Foi membro do Partido Socialista até 2007, tendo sido deputado na Assembleia Legislativa da Madeira.
Exerceu como presidente da Junta de Freguesia de Gaula entre 1997 e 2007 e como vereador na Câmara Municipal de Santa Cruz, tendo sido eleito para a presidência daquele município em 2013. Renovou o mandato em 2017, desta vez pelo partido Juntos pelo Povo. Durante o primeiro congresso nacional do partido, em Junho de 2015, foi eleito para a presidência. É irmão de Élvio Sousa, que foi nomeado como secretário-geral do mesmo partido, e que também exerceu na Assembleia Legislativa da Madeira. Em 5 de Julho de 2018, o deputado Joaquim Marujo acusou a autarquia de Santa Cruz de não respeitar a autonomia, por não ter convidado os membros do governo regional para as comemorações no dia do concelho, tendo Filipe Sousa respondido que era «mais importante defender a população do que nos vergarmos a uma posição subserviente e incoerente perante aqueles que prometeram coisas em sessões solenes anteriores e ainda não cumpriram, como é o caso do dossier Parque Industrial da Cancela.».
Em Novembro de 2019, a Procuradoria-Geral da República anunciou que a autarquia de Santa Cruz, o partido Juntos pelo Povo e uma sociedade de advogados de Lisboa estavam a ser investigados pelo Departamento de Investigação e Acção Penal do Funchal, devido a vários contratos que envolviam estas três entidades. Em resposta, Filipe Sousa declarou que «todos os ajustes directos foram feitos com a legalidade associada à contratação pública» e que «se for necessário, a autarquia fará mais contratos por ajuste directo com a mesma sociedade, em valor igual valor ou superior». Em Dezembro desse ano, Filipe Sousa criticou o governo regional, de coligação entre o PSD e CDS-PP, acusando-o de não ter sido melhorada a qualidade de vida dos habitantes do arquipélago, e de servir apenas uma «clientela partidária», com um grande número de nomeações para vários cargos em organizações públicas e privadas.

## Resultados eleitorais

### Eleições legislativas
| Data | Partido    | Partido | Circulo eleitoral | Posição    | Cl.    | Votos          | %             | +/-    | Status     | Notas | Ref   |
| ---- | ---------- | ------- | ----------------- | ---------- | ------ | -------------- | ------------- | ------ | ---------- | ----- | ----- |
| 2024 |            | JPP     | Madeira           | 1.º (em 6) | 4.º    | 14 344         | 9,58 / 100,00 |        | Não eleito |       | [ 8 ] |
| 2025 | 1.º (em 6) | JPP     | Madeira           | 4.º        | 17 115 | 12,32 / 100,00 | 2,74          | Eleito |            | [ 9 ] |       |

### Eleições autárquicas

#### Câmara Municipal
| Data | Partido    | Partido           | Concelho   | Posição    | Cl.    | Votos          | %              | +/-    | Status                         | Notas                | Ref    |
| ---- | ---------- | ----------------- | ---------- | ---------- | ------ | -------------- | -------------- | ------ | ------------------------------ | -------------------- | ------ |
| 2009 |            | Grupo de Cidadãos | Santa Cruz | 1.º (em 7) | 2.º    | 6 449          | 32,03 / 100,00 |        | Eleito                         | Vereador sem pelouro | [ 10 ] |
| 2013 | 1.º (em 7) | Grupo de Cidadãos | Santa Cruz | 1.º        | 13 886 | 64,42 / 100,00 | 32,39          | Eleito | Presidente da Câmara Municipal | [ 11 ]               |        |
| 2017 |            | JPP               | Santa Cruz | 1.º (em 7) | 1.º    | 13 092         | 60,01 / 100,00 |        | Presidente da Câmara Municipal | Eleito               | [ 12 ] |
| 2021 | 1.º (em 7) | JPP               | Santa Cruz | 1.º        | 11 916 | 54,08 / 100,00 | 5,93           | Eleito | Presidente da Câmara Municipal | [ 13 ]               |        |

#### Assembleia de Freguesia
| Data | Partido | Partido   | Concelho   | Freguesia | Posição    | Cl. | Votos | %              | +/- | Status | Notas                                        | Ref    |
| ---- | ------- | --------- | ---------- | --------- | ---------- | --- | ----- | -------------- | --- | ------ | -------------------------------------------- | ------ |
| 1997 |         | PS        | Santa Cruz | Gaula     | 1.º (em 9) | 1.º | 812   | 47,79 / 100,00 |     | Eleito | Presidente da Junta de Freguesia (1997–2007) | [ 14 ] |
| 2001 |         | PS.CDS–PP | Santa Cruz | Gaula     | 1.º (em 9) | 1.º | 993   | 55,04 / 100,00 |     | Eleito | Presidente da Junta de Freguesia (1997–2007) | [ 15 ] |
| 2005 |         | PS        | Santa Cruz | Gaula     | 1.º (em 9) | 1.º | 1 198 | 57,65 / 100,00 |     | Eleito | Presidente da Junta de Freguesia (1997–2007) | [ 16 ] |

### Eleições regionais

#### Madeira
| Data | Partido     | Partido | Círculo eleitoral | Posição     | Cl.            | Votos          | %              | +/-    | Status | Notas  | Ref    |
| ---- | ----------- | ------- | ----------------- | ----------- | -------------- | -------------- | -------------- | ------ | ------ | ------ | ------ |
| 2000 |             | PS      | Santa Cruz        | 1.º (em 6)  | 2.º            | 3 861          | 26,37 / 100,00 |        | Eleito |        | [ 17 ] |
| 2004 | 2.º (em 8)  | PS      | Santa Cruz        | 2.º         | 5 573          | 31,21 / 100,00 | 4,84           | Eleito |        | [ 18 ] |        |
| 2024 |             | JPP     |                   | 2.º (em 47) | 3.º            | 22 958         | 16,89 / 100,00 |        | Eleito |        | [ 19 ] |
| 2025 | 2.º (em 47) | JPP     | 2.º               | 30 094      | 21,05 / 100,00 | 4,16           | Eleito         |        | [ 20 ] |        |        |